# Landser (Soldat)

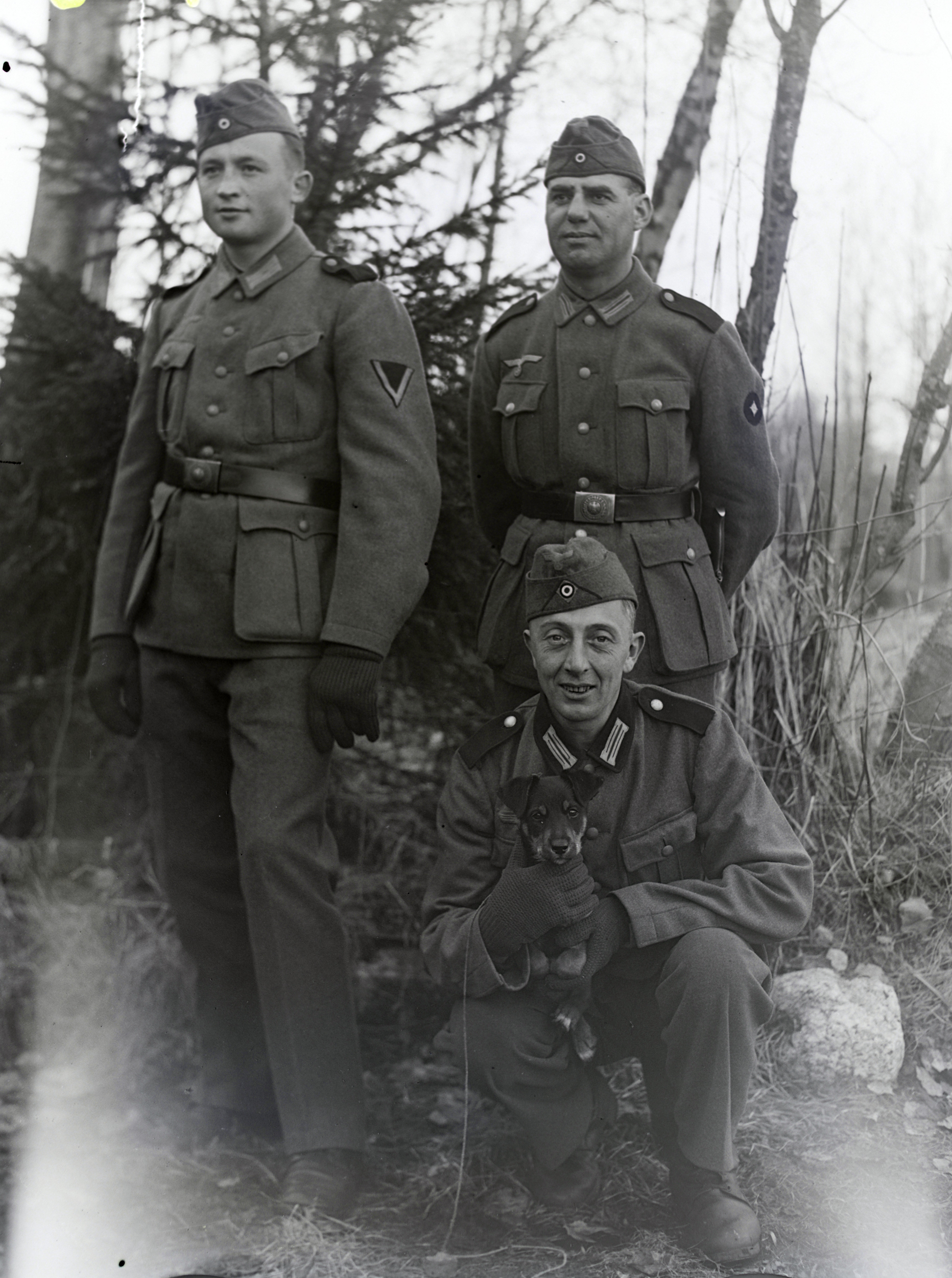
Drei Landser (1942)

Als Landser wurden vereinzelt im Ersten, verbreiteter im Zweiten Weltkrieg und gelegentlich noch in der Nachkriegszeit rangniedrige deutsche Heeressoldaten bezeichnet.

## Ungeklärte Etymologie
Vor dem Ersten Weltkrieg finden sich vereinzelte Belege mit der Schreibung Lanzer. Nach Pfeifer ist der Begriff Ende des 19. Jahrhunderts „unter sächsischen Soldaten im Sinne von ‚Landsmann‘ entstanden“. Das Handbuch der Soldatensprache von 1905 teilt mit: „Besonders die Sachsen nennen sich gegenseitig Lanzer („Guten Tag, Lanzer“) und werden daher allgemein von den Preußen so geheißen.“ 1907 wird Lanzer neben Kamerad für Soldat angegeben. 1910 nennt ein in Sachsen entstandenes Handbuch der Pennälersprache Lanzer für Soldat.
Zur Herkunft des im Ersten Weltkrieg im Deutschen durch die Soldatensprache in der Bedeutung „Soldat“ allgemein verbreiteten Wortes finden sich von Anfang an unterschiedliche Angaben. Wie für einen solchen Jargon-Ausdruck nicht ungewöhnlich, werden mannigfache volksetymologische Erklärungen angeboten. Die Erklärungen stimmen darin überein, dass Landser eine Verkürzung eines längeren Wortes sei.
Kluge hält einen Anschluss des Wortes an Lanz(t) in Lanzknecht für möglich. Duden online schließt das Wort an „Lanz“ an, eine Kurzform von „Lanzknecht“, dies wiederum eine frühneuhochdeutsche Schreibweise für Landsknecht unter Anlehnung an Lanze oder Lanze (Militärischer Verband). Schon das Handwörterbuch der deutschen Sprache von Daniel Sanders führt Lanzener, Lanzer als Lanzenbewaffneter. Die Leipziger Zeitung sieht darin eine Verkürzung von Landsmann. Die sächsischen Soldaten sollen sich untereinander mit „Landser“ „ursprünglich wohl Landsknecht, dann aber wie Landsmann gebraucht“ angeredet haben, was die Preußen übernommen hätten. Georg von Ompteda betont: Landser heißt „doch nichts anderes als Landsmann“. Der Feldgraue Büchmann von 1916 stellt Landser neben Landstrich.
Der Neue Brockhaus schreibt 1941 unter Landser schlicht „Soldatensprache: Soldat“. 1945 wurde das Wort „Landser“ in den Monatsheften für deutschen Unterricht der University of Wisconsin als das zu jener Zeit gebräuchliche für Soldaten eingestuft. Nach dem Bertelsmann Volkslexikon von 1956 steht das Wort Landser für „Landsmann“ und „Soldat“.

## Verwendung des Begriffs Landser in Medien
Publizistische Verwendung
Eine Abfrage der digitalisierten Bilddatenbank mit derzeit 200.000 Bildern des Bundesarchivs mit dem Suchbegriff „Landser“ bringt trotz der zahlreichen Bilder von Propagandakompanien (PK), die oft mit Originalbildunterschriften überliefert sind, nur 12 Funde von „Landser“. Alle Bilder zeigen Wehrmachtssoldaten bei Freizeitaktivitäten.
Eine Abfrage der Buchtitel der Deutschen Bibliothek nach „Landser“ beginnend mit dem Jahr 1917 ergibt 647 Funde. Auffällig ist von Beginn an der hohe Anteil von humorvollen Büchern, etwa: Humor für den fidelen Landser (1918) oder Peter Purzelbaum: Landser und Muschkoten (1929). Nur 8 Buchtitel stammen aus der Zeit vor dem Nationalsozialismus. Im Nationalsozialismus setzt die Buchproduktion mit dem Titelbestandteil Landser in der Bedeutung von Soldat erst 1940 ein. Hier sind ebenfalls humorvolle bzw. unterhaltende Titel vorherrschend. Beispiele: Peter Brömse: Nur für Landser: fröhliche Lieder (1940) oder das von Alfred Schröter herausgegebene Landser lachen: Neuer deutscher Soldatenhumor. Die besten heiteren Kriegserlebnisse aus der Rundfunk-Sendung „Soldaten-Kameraden“ oder von Korbinian Lechner mit Zeichnungen von Franz Bleyer: Armleuchter bis Zielscheibe: Ebenso nützliches wie vergnügliches, mit vielen passenden und manchen unpassenden Zitaten wohlausgerüstetes und beinah vollständiges Landser-Lexikon, beide aus dem Jahr 1940. 1940/41 war das Lied "Wovon kann der Landser denn schon träumen" sehr erfolgreich. 1944 erscheint in der 11. Auflage Landser lachen: Fronthumor dieses Krieges von Werner Lass und Hans-Adolf Weber. Zwischen 1940 und 1945 erschienen also 44 Landser-Titel, die heute die Deutsche Bibliothek verwahrt. Der „Landserhumor“ hatte in der NS-Kriegspropaganda einen festen Stellenwert mit einer definierten Aufgabe. Eines der Stilelemente, das Schriften wie „Landser lachen“ nutzten, waren fingierte Feldpostbriefe in Dialekt, die den „einfachen Landser“ simulierten und so den Soldaten Muster für die Deutung ihrer Kriegserlebnisse bereitstellten. Die Reihe erschien in hoher Auflage.
Die restlichen über 500 Titel der Deutschen Bibliothek entstammen der Nachkriegsproduktion. Hier ist wiederum Landser lachen: Erlebtes und Erlauschtes zwischen Front und Etappe von Hans-Jürgen Linden von 1954 die frühste Verwendung des Wortes Landser in einem Buchtitel nach 1945, bis 1957 die Groschenheftreihe Der Landser startet, die inklusive Nebenreihen das Gros der restlichen Titel stellt. Klaus F. Geiger weist in seiner detaillierten Analyse der „Landser“-Heftreihe auf die Funktion und Übernahme des „Landserhumors“ als Motiv hin. Landserhumor ist neben komischen Szenen und Erotik eines der Grundelemente, die zu seinem Analyseraster gehören.
1955 kam der Dokumentarfilm So war der deutsche Landser in die deutschen Kinos. Dieser Film war vor allem aus Filmmaterial von Wochenschauberichten zusammengeschnitten und mit einem neuen Text unterlegt. Als er der Freiwilligen Selbstkontrolle der Filmwirtschaft (FSK) vorgestellt wurde, bekam er starke Kritik und Forderungen zu Änderungen. Die FSK kritisierte den Filmtext wegen „militaristischer, nationalistischer und nationalsozialistischer Tendenzen“. 80 Meter des einst 2880 Meter langen Filmes wurden vor der Veröffentlichung herausgeschnitten, ganze Textpassagen weggelassen oder verändert.
2019 erschien das Buch So war der deutsche Landser... - Das populäre Bild der Wehrmacht, welches sich in 18 Beiträgen verschiedener Historiker kritisch mit dem Blick der Deutschen bzw. der deutschen Medien auf die Wehrmacht und Waffen-SS nach dem Krieg befasste.
Der Historiker Sönke Neitzel verwendete 2020 den Begriff Landser auch für Soldaten der Bundeswehr in seinem Buch Deutsche Krieger: Vom Kaiserreich zur Berliner Republik – eine Militärgeschichte.